# Close (film, 2022)
Pour les articles homonymes, voir Close.
Pour plus de détails, voir Fiche technique et Distribution.
Close est un film belgo-néerlando-français réalisé par Lukas Dhont, sorti en 2022.
Il est présenté en compétition officielle au Festival de Cannes 2022 et remporte le grand prix,.

## Synopsis
Léo est un collégien belge qui partage une très forte amitié avec Rémi. Les deux garçons passent l'essentiel de leur temps libre ensemble, Léo dormant fréquemment chez Rémi avec la bienveillance de Sophie, la mère de ce dernier qui considère Léo comme son propre fils. Léo, plus extraverti que Rémi, encourage fortement la passion de son ami pour le hautbois et est admiratif de son talent.
Léo et Rémi font leur rentrée dans l'école secondaire locale. Faisant connaissance avec d'autres élèves, Léo est perturbé par les questions de ses camarades, lesquels, ayant remarqué la très forte proximité entre Léo et Rémi, se demandent s'ils sont en couple. Léo nie vigoureusement, affirmant que Rémi et lui sont simplement des amis très proches au point de se considérer comme des frères, mais cette discussion le perturbe. Dans les jours qui suivent, bien qu'il continue à passer du temps avec Rémi, Léo prend parfois ses distances avec lui lorsqu'ils sont au collège.
Sur les conseils de Baptiste, un camarade de classe, et afin de se trouver une activité extrascolaire qui lui convienne, Léo s'inscrit dans le club local de hockey sur glace où joue Baptiste. Rémi, ayant constaté à quel point ce sport semble plaire à son ami, envisage de s'y initier aussi, mais est perplexe face au manque d'enthousiasme de Léo vis-à-vis de cette idée. Peu après, Léo dort à nouveau chez Rémi mais sur son propre matelas et non avec son ami dans son lit, comme auparavant. Le lendemain matin, constatant que Rémi l'a rejoint sur son matelas, Léo insiste pour que Rémi retourne dans son lit. Un jeu de bourrades amicales manque alors de se transformer en bagarre, ce qui attriste ensuite fortement Rémi au petit-déjeuner.
Au fil du temps, Rémi finit par ne plus supporter que Léo s'éloigne de lui, par exemple en allant au collège à vélo sans l'attendre. Un jour, dans la cour de récréation, Rémi attaque même physiquement Léo, avant que les professeurs n'interviennent pour les séparer. Peu après, Léo remarque que Rémi est absent lors d'une sortie scolaire à la mer. Au retour, les élèves sont informés que leurs parents les attendent pour une annonce importante. Alors qu'il s'attarde dans le bus, Léo apprend de sa mère Nathalie, bouleversée, que Rémi s'est suicidé.
Par la suite, Léo tente tant bien que mal de faire son deuil de Rémi. Il continue à se consacrer au hockey sur glace, aide sa famille avec leur exploitation horticole et tâche de ne pas céder à son chagrin et à sa culpabilité. Il assiste aux obsèques de Rémi avec sa famille, essaie de participer à des temps de parole au collège avec les autres élèves, pour évoquer le souvenir de Rémi. Un jour, Sophie vient le voir à la patinoire, après un match de hockey : Léo, qui se sent coupable de la mort de son ami, peine à trouver les mots pour parler avec elle. Cette dernière est invitée, avec son mari, à un dîner chez Léo, mais les parents de Rémi cèdent au chagrin en entendant Charlie, le frère aîné de Léo, parler de son avenir. Plus tard, Léo rend visite à Sophie, et demande à voir la chambre de Rémi, où il constate que Sophie a déjà cherché un quelconque signe précurseur du suicide de son fils. Sophie demande à Léo s'ils avaient parlé avant la mort de Rémi, mais Léo élude la question et s'enfuit, Nathalie le retrouvant paniqué dans sa chambre. Dans les mois qui suivent, Léo continue à tenter de faire sa vie sans Rémi, dort chez son camarade de hockey Baptiste, mais Rémi lui manque toujours autant et sa culpabilité inavouée continue de le ronger.
Après le dernier jour de l'année scolaire, Léo va finalement voir Sophie à la maternité où cette dernière travaille. Alors que Sophie le ramène chez lui en voiture, Léo lui avoue enfin que c'est à cause de lui, que c'est de sa faute, qu'il avait repoussé Rémi. Sophie lui demande de sortir de la voiture et Léo en larmes s'enfuit en forêt. Mais Sophie le rattrape ensuite et se retrouve face à Léo, armé d'un bâton, craignant que Sophie ne s'en prenne à lui. Toutefois, Sophie s'approche doucement de Léo et le prend finalement dans ses bras pour le réconforter, exprimant ainsi son pardon et permettant enfin à Léo de faire son deuil.
Léo parvient finalement à remettre sa vie sur de bons rails, continuant à pratiquer le hockey. Il souhaite à nouveau rendre visite à Sophie, mais trouve la maison vide, comprenant que les parents de Rémi ont déménagé ailleurs pour faire leur deuil à leur façon.

## Fiche technique
Sauf indication contraire, les informations mentionnées dans cette section peuvent être confirmées par les bases de données cinématographiques IMDb et Allociné,  présentes dans la section « Liens externes ».
- Titre original : Close
- Réalisation : Lukas Dhont
- Scénario : Lukas Dhont et Angelo Tijssens
- Musique : Valentin Hadjadj
- Décors : Eve Martin
- Costumes : Manu Verschueren
- Photographie : Frank van den Eeden
- Son : Yanna Soentjens
- Montage : Alain Dessauvage
- Production : Michiel Dhont et Dirk Impens
- Coproduction : Jacques-Henri Bronckart, Arnold Heslenfeld, Laurette Schillings et Frans van Gestel
- Sociétés de production[3] : Menuet Producties, Versus Production et VTM (Belgique), Topkapi Films (Pays-Bas), Diaphana Films (France)
- Sociétés de distribution[3] : Lumière Publishing (Belgique), Diaphana Distribution (France)
- Pays de production :  Belgique /  Pays-Bas /  France
- Langues originales : français, néerlandais
- Format : couleur — 1,66:1
- Genre : drame
- Durée : 105 minutes
- Dates de sortie :
  - France : 26 mai 2022 (Festival de Cannes), 1er novembre 2022 (sortie nationale)[4]
  - Belgique : 11 octobre 2022 (Festival de Gand), 2 novembre 2022 (sortie nationale)
  - Pays-Bas : 3 novembre 2022
  - Suisse romande : 9 novembre 2022

## Distribution
Sauf indication contraire, les informations mentionnées dans cette section peuvent être confirmées par les bases de données cinématographiques IMDb et Allociné,  présentes dans la section « Liens externes ».
- Eden Dambrine (en) : Léo
- Gustav De Waele (it) : Rémi
- Émilie Dequenne : Sophie, la mère de Rémi
- Léa Drucker : Nathalie, la mère de Léo
- Igor Van Dessel : Charlie, le frère aîné de Léo
- Kevin Janssens : Peter, le père de Rémi
- Marc Weiss : Yves, le père de Léo
- Léon Bataille : Baptiste

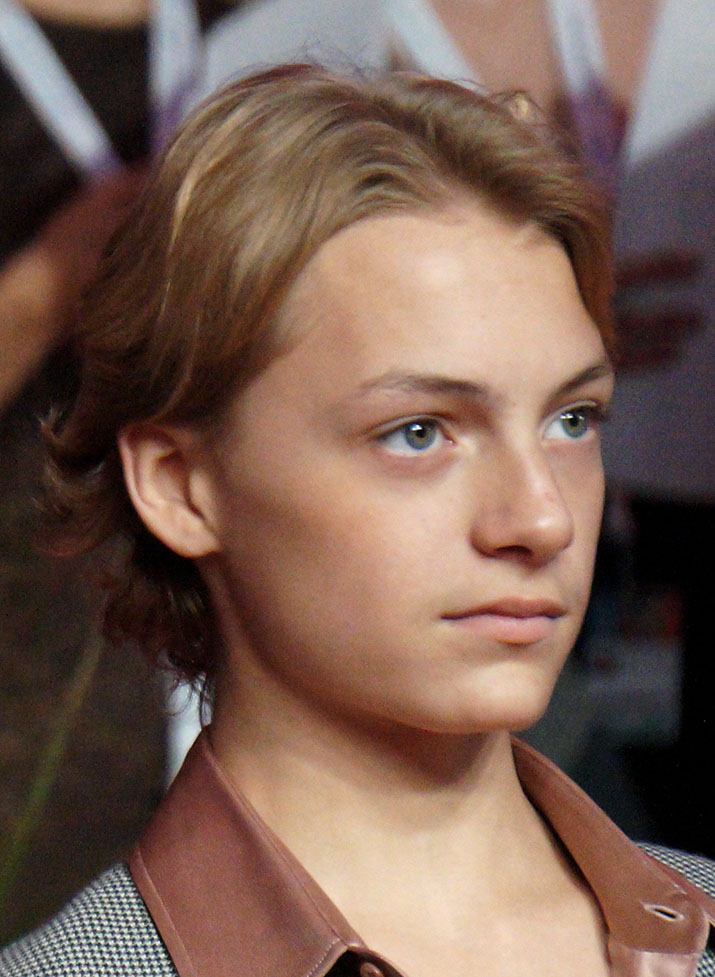
Eden Dambrine (en)
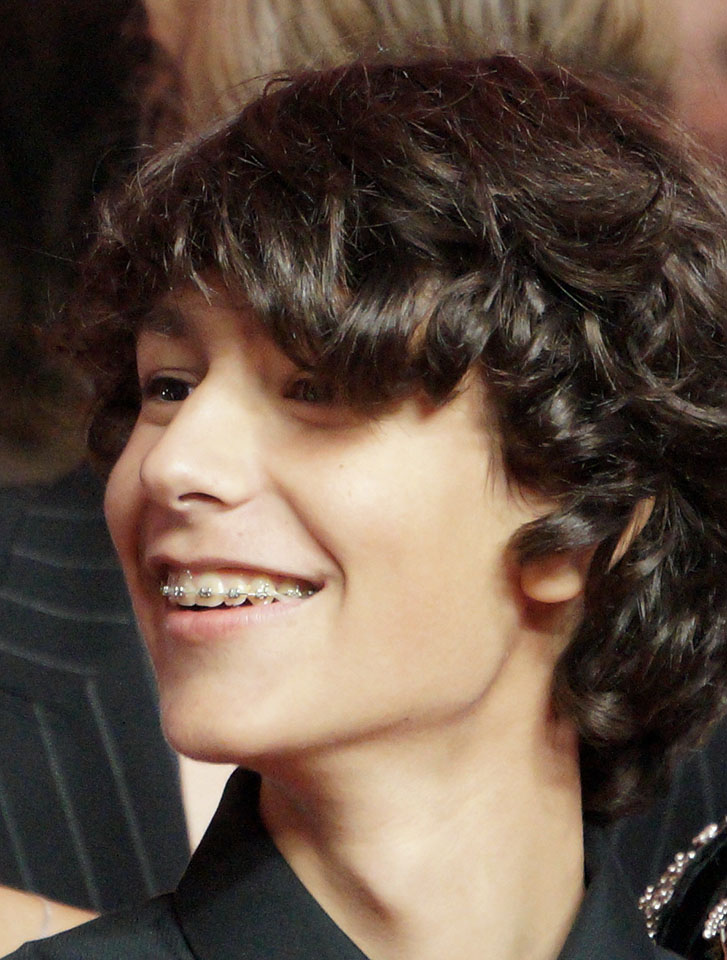
Gustav De Waele (it)
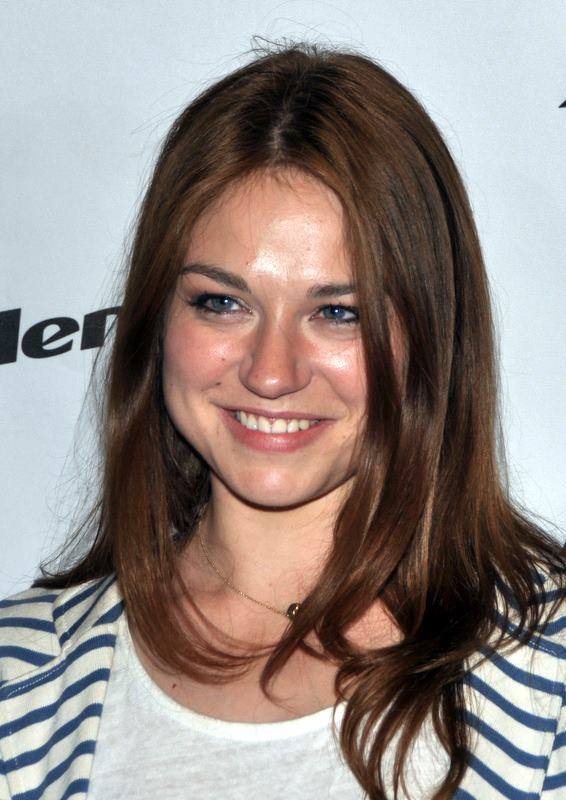
Émilie Dequenne
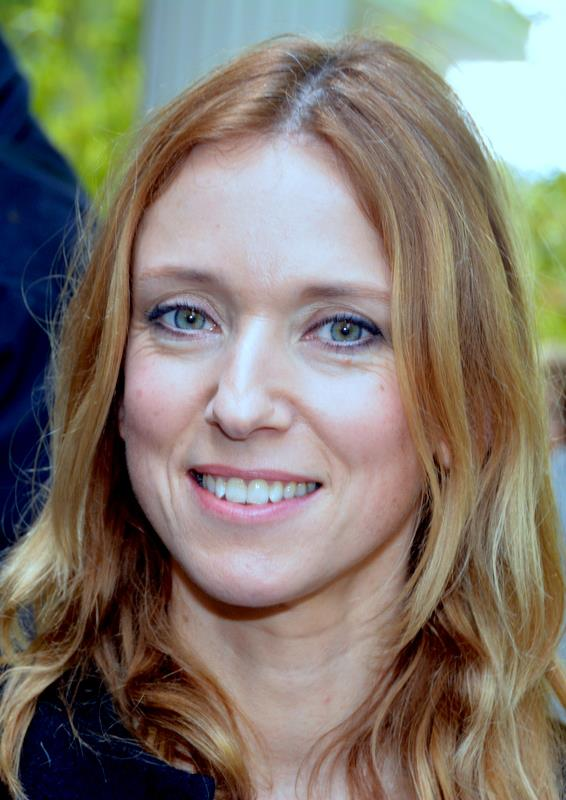
Léa Drucker
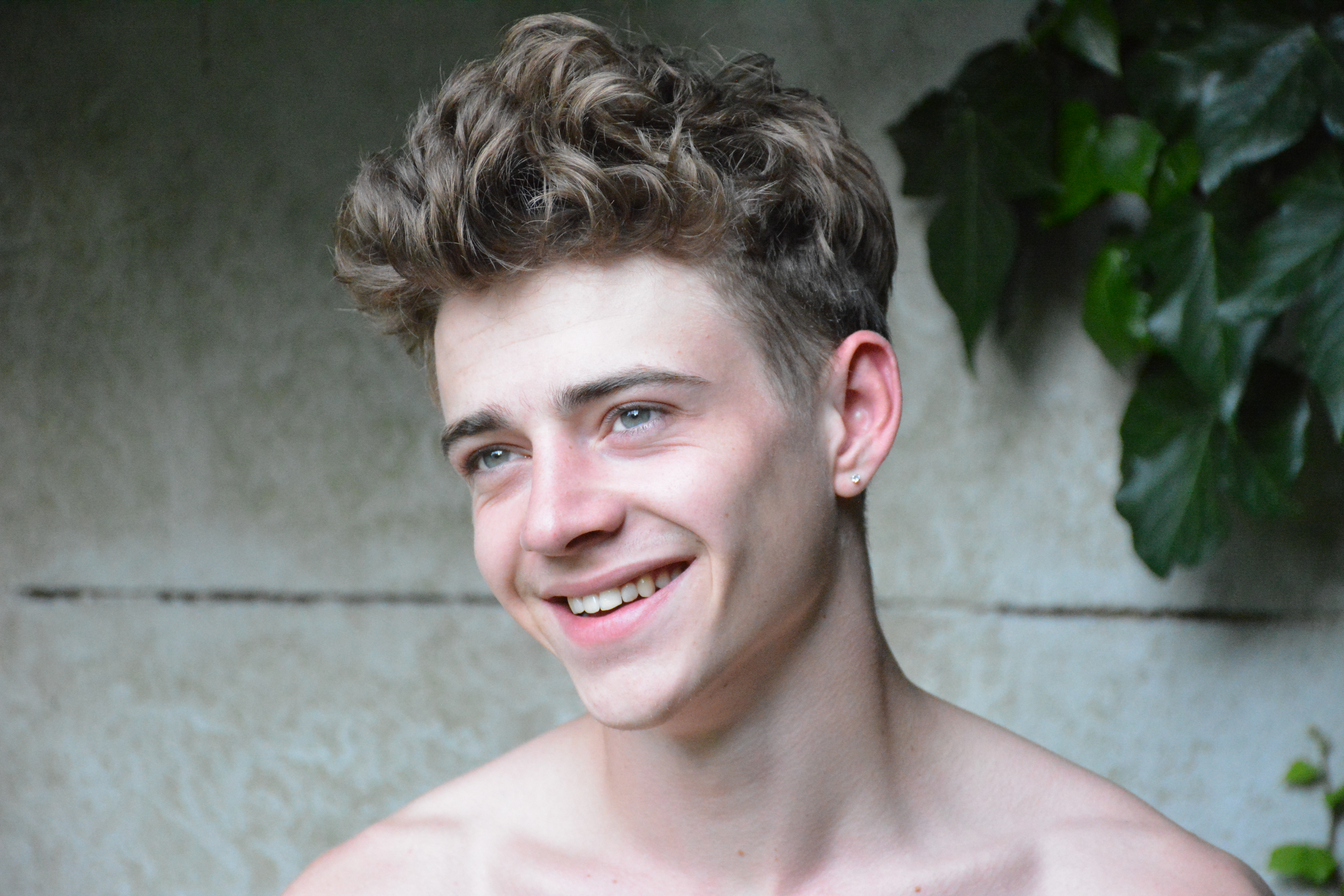
Igor Van Dessel
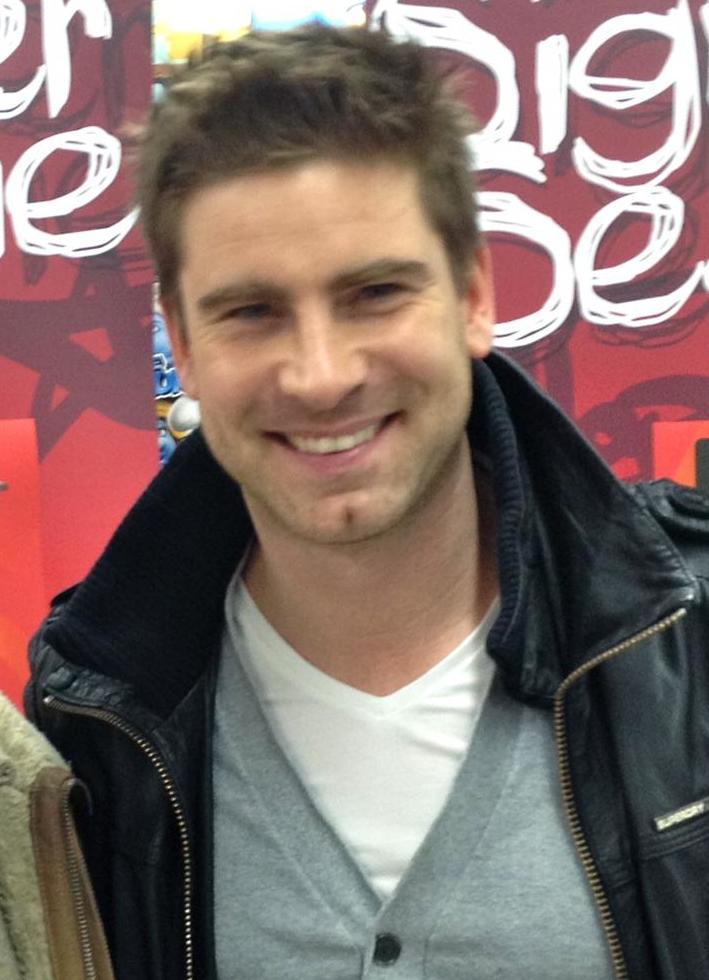
Kevin Janssens
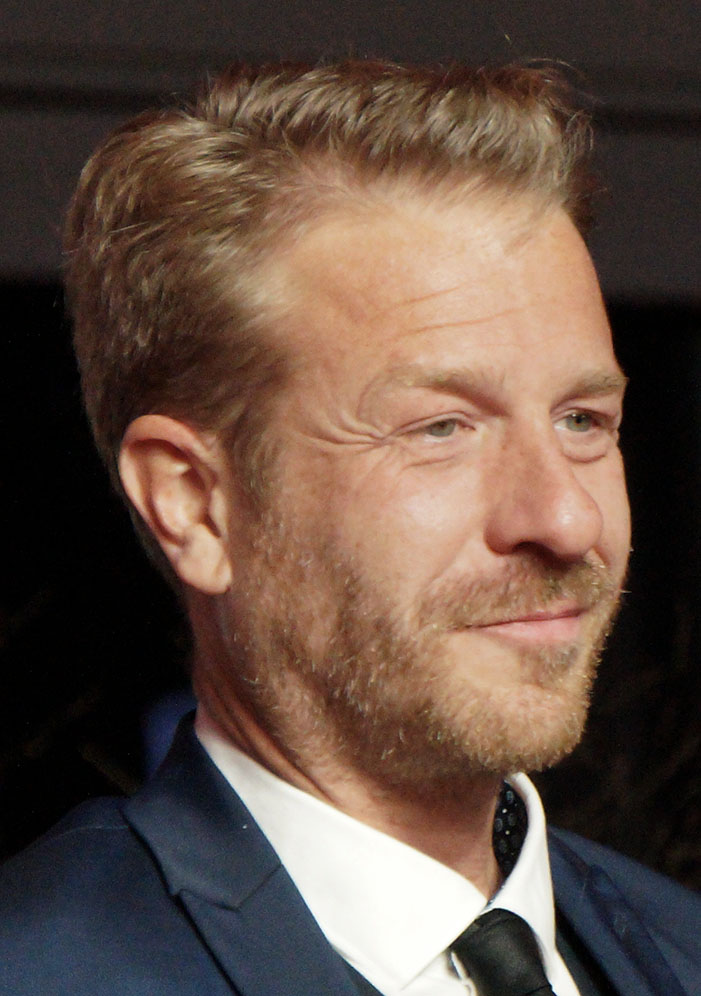
Marc Weiss

## Production

### Développement
Le 19 décembre 2018, il est annoncé que Lukas Dhont développait un long métrage de suivi de son premier film Girl, primé au Festival de Cannes 2018. Le co-scénariste Angelo Tijssens et le producteur Dirk Impens étaient attachés à faire équipe avec Dhont pour le film, alors sans titre, Dhont déclarant que « ce sera différent mais aussi dans le style de Girl » et que « Au centre, il y a un personnage queer ».
Une partie du scénario est écrite lors d'une résidence au Groupe Ouest.
Il n'y a pas eu d'autres développements sur le projet jusqu'au 23 juillet 2020, lorsqu'il est annoncé que Lukas Dhont avait mis en place un appel de distribution ouverte pour les deux rôles principaux masculins du film qui devaient être joués par des acteurs amateurs, le casting devant avoir lieu à la fin du mois d'août. De plus, le tournage devait commencer l'été suivant. Le 20 octobre, il est annoncé que le film s'intitulerait Close et que l'agent de vente international The Match Factory avait rejoint le projet. Le frère de Lukas Dhont, Michael Dhont, est également attaché à la production du film.
Le 29 juin 2021, le film figure sur la liste annuelle des financements de coproduction d'Eurimages, le fonds soutenant le film à hauteur de 300 000 d'euros.

### Attribution des rôles et tournage
La tournage commence le 9 juillet 2021. Parallèlement au début de la production, il est également annoncé qu'Émilie Dequenne et Léa Drucker seraient choisies pour les rôles principaux. Parlant du film, Lukas Dhont déclare : « Trois ans après la sortie bouleversante de Girl, c’est incroyablement bon d’être de retour sur le plateau, avec cette distribution et cette équipe extrêmement talentueuses, d'autant que cette histoire me tient à cœur. ».

## Accueil

### Accueil critique
En France, le site Allociné propose une moyenne de 3,4⁄5, après avoir recensé 34 critiques de presse.
Pour Jérôme Vermelin, sur LCI, « Grâce à sa formidable maîtrise des silences et des regards, la beauté de ses cadrages et la lumière de ses jeunes interprètes novices, Eden Dambrine (en) et Gustav De Waele (it), Close est d'abord et avant tout un immense mélodrame qui serre le cœur et fait rejaillir, par petites touches, ces instants cruciaux qui ont façonné l’existence de chacun d’entre nous. Juste magique ».
La critique du Parisien rejoint cette vision et parle qu'« avec une sidérante finesse et une magnifique subtilité, Close, récompensé du Grand Prix en mai dernier à Cannes, creuse les non-dits d’une relation avortée trop tôt et ses conséquences sur celui qui reste quand l’autre est parti ».
Pour Christophe Caron, dans La Voix du Nord, « quatre ans après Girl, Lukas Dhont, 31 ans, incarne plus que jamais la relève du cinéma belge. On pleure beaucoup devant Close. Mais on y trouve aussi une forme de lumière ». Pour Baptiste Thion, dans Le Journal du dimanche, « chronique adolescente virant au mélodrame, ce deuxième film bouleversant signé Lukas Dhont confirme son talent d’explorateur de l’intime ».
Selon Gilles Kerdreux, dans Ouest-France, ce deuxième film de Lukas Dhont est « celui de la peine et des regrets, de l’incompréhension, de la colère, de l’impossible résilience. Parfois, la grande beauté des images cogne avec le propos, comme le beau temps un jour d’obsèques. (...) Et la réflexion sur l’amitié, le deuil, l’amour est d’autant plus forte que la plupart des personnages font preuve d’une grande intelligence ».
Pour Gérard Crespo, sur le site aVoir-aLire, « le second long métrage de Lukas Dhont est une œuvre forte sur le deuil et l’affirmation de soi, qui confirme le talent de son auteur ».
Plus mitigée, Axelle Vacher, pour Écran Large, résume sa critique ainsi : « Moins viscéral que le premier film de Lukas Dhont, Close présente malgré tout une chronique émouvante sur l'amitié, l'intimité et l'innocence à l'épreuve des codes traditionnels hétéronormatifs ».
Selon Fabrice Leclerc, pour Paris Match, .
Dans Télérama, Marie Sauvion estime que le film, « chronique d’une intense amitié adolescente », est « mise à mal par les clichés de genre [et] vire au mélo appuyé ». Pour Xavier Leherpeur, dans L'Obs, « Sur un scénario en creux, le cinéaste greffe des séquences bucoliques (les deux gamins courent beaucoup, mais vraiment beaucoup, dans les prés) qui semblent sans cesse différer son véritable sujet. Mais, à force de l’éviter, le jeune réalisateur finit par passer à côté ».

### Box-office
Pour ses premiers jours d'exploitation en France, Close réalise 19 030 entrées, dont 3 851 en avant-première, se plaçant à la troisième place du box-office des nouveautés, derrière Amsterdam (24 277) et devant X (6 371). Bien que ne figurant pas dans le top 10 du box-office, le film totalise 82 750 entrées au bout d'une semaine d'exploitation.
| Pays ou région | Box-office      | Date d'arrêt du box-office | Nombre de semaines |
| -------------- | --------------- | -------------------------- | ------------------ |
| France         | 207 250 entrées | 15 février 2023            | 14                 |
| Pays-Bas       | 1 020 416 $     | en cours                   | en cours           |
| États-Unis     | 1 100 113 $     | en cours                   | en cours           |
| Espagne        | 30 687 entrées  | en cours                   | en cours           |
| Italie         | 483,121 $       | en cours                   | en cours           |
| Australie      | 129,591 $       | en cours                   | en cours           |
| Lituanie       | 7,703 $         | en cours                   | en cours           |
| Norvège        | 296,867 $       | en cours                   | en cours           |
| Royaume-Uni    | 317,890 $       | en cours                   | en cours           |
| Total mondial  | 5 099 917 $     | en cours                   | en cours           |

## Distinctions
Sauf indication contraire, les informations mentionnées dans cette section peuvent être confirmées par les bases de données cinématographiques IMDb et Allociné,  présentes dans la section « Liens externes ».

### Récompenses
- Festival de Cannes 2022 : grand prix
- Festival de Haïfa 2022 : prix Carmel du meilleur film international
- Festival des Hamptons 2022 : prix Golden Starfish du meilleur long métrage narratif
- Magritte 2023 : meilleur film flamand, meilleur scénario original ou adaptation, meilleure actrice dans un second rôle, meilleur acteur dans un second rôle, meilleur espoir masculin, meilleure image et meilleurs décors[26],[27],[28]

### Nominations et sélections
- Festival de Cannes 2022 : en sélection officielle et Queer Palm
- Festival de Deauville 2022 : sélection hors compétition
- Golden Globes 2023 : meilleur film en langue étrangère
- Oscars 2023 : meilleur film international
- César 2023 : meilleur film étranger

## Autour du film
Le 10 juin 2023, une projection du film lors du festival Sofia Pride Film Fest, organisé en marge de la Sofia Pride (bg) 2023, a été interrompue par des manifestants d’extrême droite proche du parti Vazrazhdane. Quelques jours plus tard le 14 juin 2023, la projection du film dans le cadre du festival de film français Francofolies de Plovdiv est à son tour attaquée par des manifestants de Vazrazhdane sous la direction du député d’extrême droite Emil Yankov (bg).

### Documentation
- Dossier de presse Close sur le site d'Unifrance